# Wateringen
Wateringen è una località olandese situata nel comune di Westland, nella provincia dell'Olanda meridionale.
In precedenza la municipalità autonoma di Wateringen comprendeva anche il paese di Kwintsheul.
Nel gennaio 2004 confluì nel nuovo comune di Westland per fusione con i comuni di Monster, 's-Gravenzande, De Lier e Naaldwijk.